# Душанбековська сільська рада
Душанбе́ковська сільська рада (рос. Душанбековский сельский совет) — муніципальне утворення у складі Кігинського району Башкортостану, Росія. Адміністративний центр — село Душанбеково.

## Населення
Населення — 957 осіб (2019, 1168 в 2010, 1163 в 2002).

## Склад
До складу поселення входять такі населені пункти:
| Населений пункт      | Населення, осіб (2002) | Населення, осіб (2010) |
| -------------------- | ---------------------- | ---------------------- |
| Душанбеково, село    | 644                    | 622                    |
| Сагірово, присілок   | 268                    | 277                    |
| Сарагулово, присілок | 78                     | 86                     |
| Тукаєво, присілок    | 173                    | 183                    |